# Entrages
Entrages est une commune française, située dans le département des Alpes-de-Haute-Provence en région Provence-Alpes-Côte d'Azur.
Le nom de ses habitants est Entrageois.

## Géographie

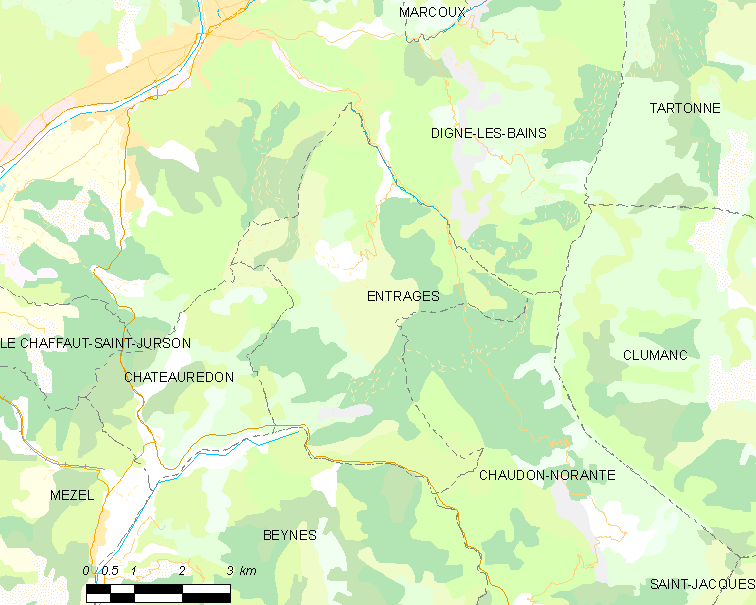
Entrages et les communes voisines (Cliquez sur la carte pour accéder à une grande carte avec la légende).

Les communes limitrophes d’Entrages sont Digne-les-Bains, Clumanc, Chaudon-Norante, Beynes et Châteauredon.

### Relief

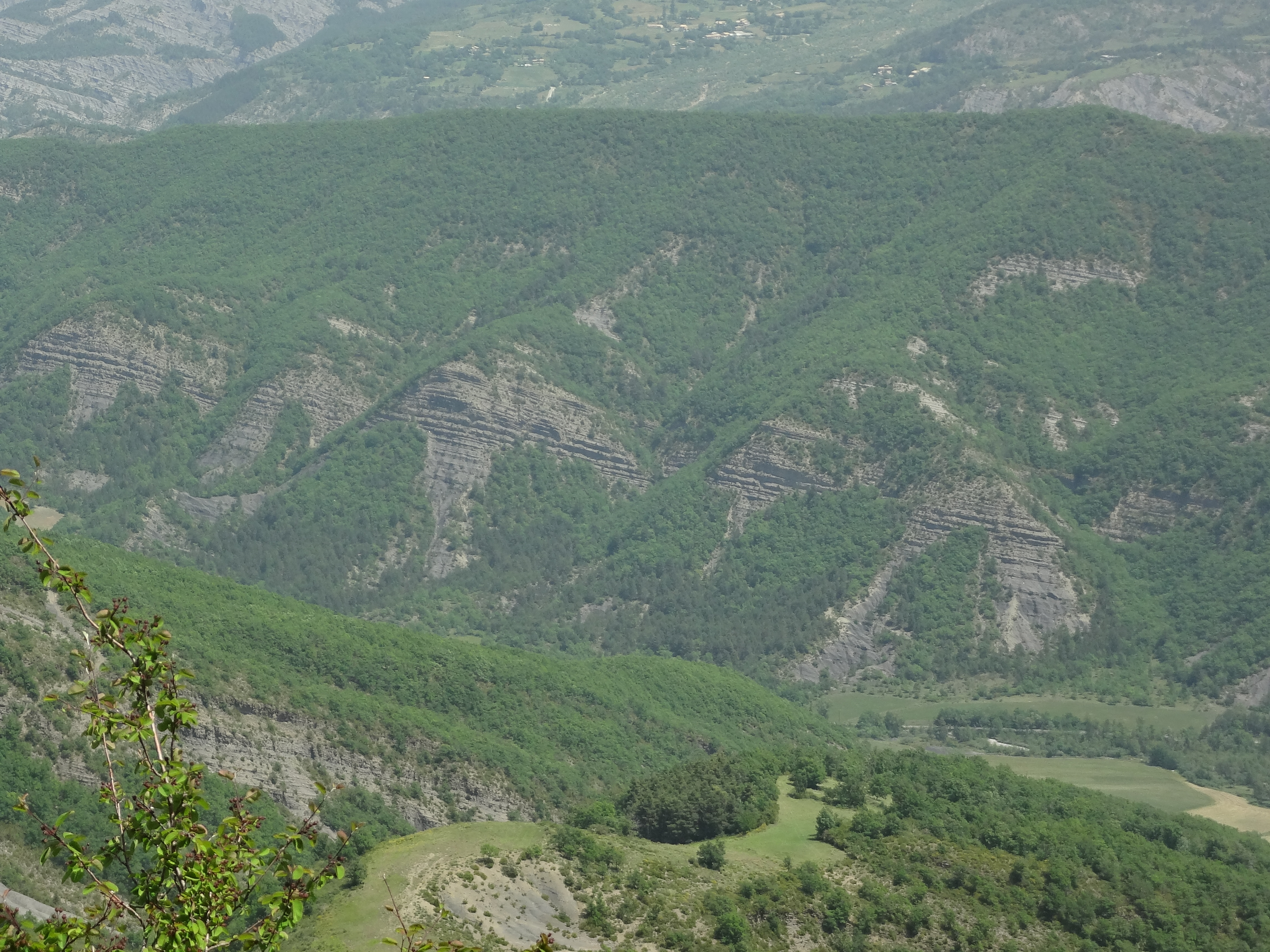
Le Feston d'Entrages.

Le village est situé à 925 m d’altitude.

### Environnement
La commune compte 894 ha de bois et forêts.

### Transports

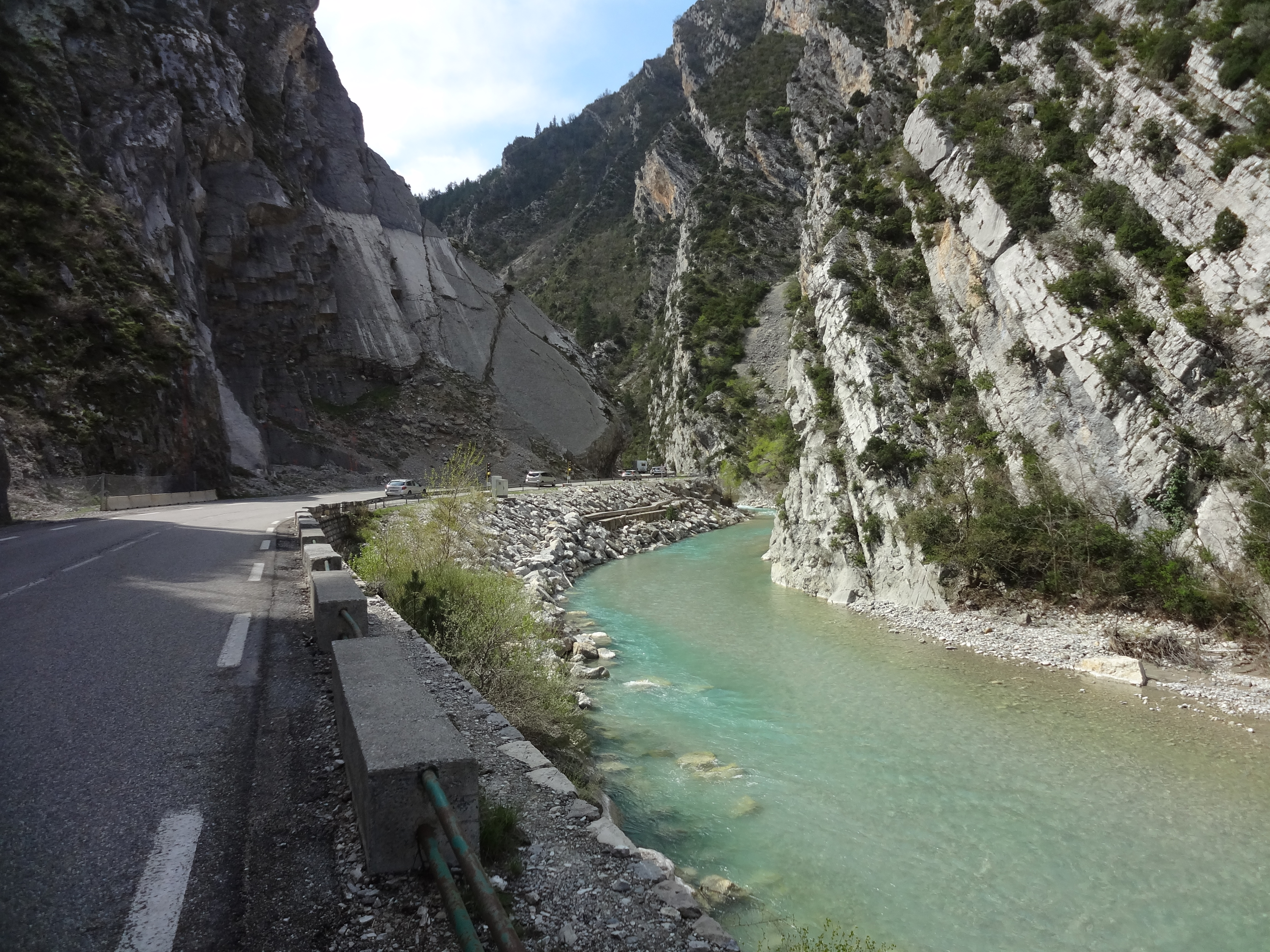
Passage de la RN 85 dans la clue de Chabrières.

La route nationale 85 passe en limite sud de la commune.

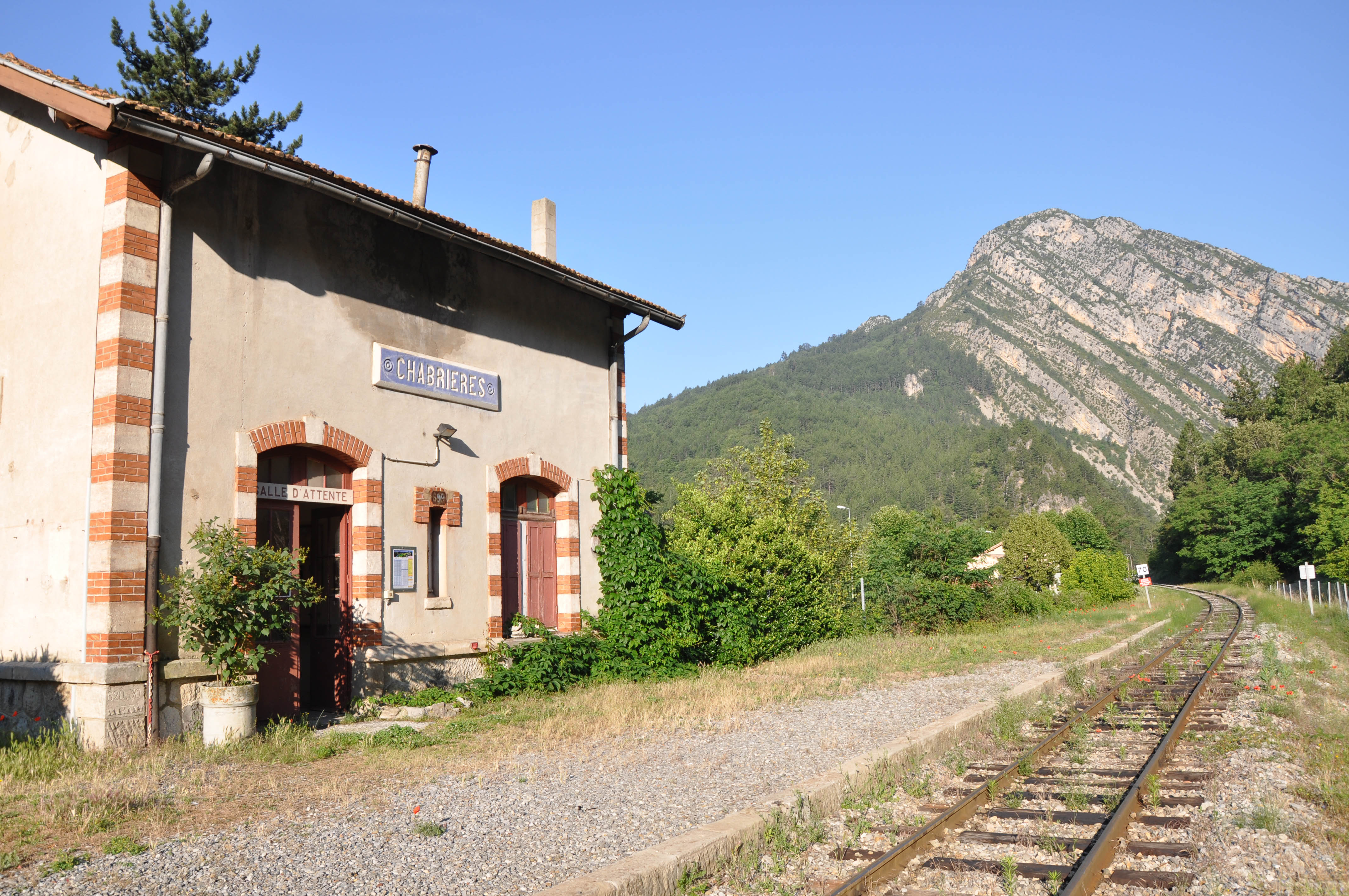
Arrêt de Chabrières.

Le train de la ligne de Nice à Digne s’arrête sur le territoire de la commune, à l’arrêt de Chabrières, mais ne dessert pas le village, qui est séparé de l’arrêt par les montagnes, sans aucune route directe qui le relierait à l’arrêt.

### Risques naturels et technologiques
Aucune des 198 communes du département n'est en zone de risque sismique nul. Le canton de Digne-les-Bains-Est auquel appartient Entrages est en zone 1b (sismicité faible) selon la classification déterministe de 1991, basée sur les séismes historiques, et en zone 4 (risque moyen) selon la classification probabiliste EC8 de 2011. La commune d’Entrages est également exposée à trois autres risques naturels :
- feu de forêt,
- inondation,
- mouvement de terrain.

La commune d’Entrages est également exposée à un risque d’origine technologique, celui de transport de matières dangereuses par route. La route nationale 85 peut être empruntée par les transports routiers de marchandises dangereuses.
Aucun plan de prévention des risques naturels prévisibles (PPR) n’existe pour la commune et le Dicrim n’existe pas non plus.
Le seul tremblement de terre ressenti d’une façon sensible est le 28 juin 1987, avec une intensité macro-sismique ressentie de IV sur l’échelle MSK. Son épicentre était situé à Barles,.

### Toponymie
La localité apparaît pour la première fois dans les textes en 1035 sous la forme in villa Tragilas. Selon Ernest Nègre, ce nom peut venir de l’occitan entrage, signifiant « entrée » ou « droit d’entrée ». Selon les Fénié, il s’agirait d’un nom formé sur une racine oronymique ancienne.
La clue de Chabrières, par où passent la RN 85 et le chemin de fer de Nice à Digne, tire son nom des chèvres (chabra en nord-occitan) et est donc la gorge fréquentée par les chèvres.

### Climat
Pour des articles plus généraux, voir Climat de Provence-Alpes-Côte d'Azur et Climat des Alpes-de-Haute-Provence.
En 2010, le climat de la commune est de type climat méditerranéen altéré, selon une étude du Centre national de la recherche scientifique s'appuyant sur une série de données couvrant la période 1971-2000. En 2020, Météo-France publie une typologie des climats de la France métropolitaine dans laquelle la commune est exposée à un climat de montagne ou de marges de montagne et est dans la région climatique Alpes du sud, caractérisée par une pluviométrie annuelle de 850 à 1 000 mm, minimale en été.
Pour la période 1971-2000, la température annuelle moyenne est de 10,4 °C, avec une amplitude thermique annuelle de 17 °C. Le cumul annuel moyen de précipitations est de 914 mm, avec 6,6 jours de précipitations en janvier et 5,1 jours en juillet. Pour la période 1991-2020, la température moyenne annuelle observée sur la station météorologique de Météo-France la plus proche, « Digne les Bains », sur la commune de Digne-les-Bains à 6 km à vol d'oiseau, est de 12,2 °C et le cumul annuel moyen de précipitations est de 681,2 mm. 
La température maximale relevée sur cette station est de 42,1 °C, atteinte le 28 juin 2019 ; la température minimale est de −17,8 °C, atteinte le 4 février 2012,,.
Les paramètres climatiques de la commune ont été estimés pour le milieu du siècle (2041-2070) selon différents scénarios d'émission de gaz à effet de serre à partir des nouvelles projections climatiques de référence DRIAS-2020. Ils sont consultables sur un site dédié publié par Météo-France en novembre 2022.

## Urbanisme

### Typologie
Au 1er janvier 2024, Entrages est catégorisée commune rurale à habitat dispersé, selon la nouvelle grille communale de densité à 7 niveaux définie par l'Insee en 2022.
Elle est située hors unité urbaine. Par ailleurs la commune fait partie de l'aire d'attraction de Digne-les-Bains, dont elle est une commune de la couronne,. Cette aire, qui regroupe 34 communes, est catégorisée dans les aires de moins de 50 000 habitants,.

### Occupation des sols
L'occupation des sols de la commune, telle qu'elle ressort de la base de données européenne d’occupation biophysique des sols Corine Land Cover (CLC), est marquée par l'importance des forêts et milieux semi-naturels (95,9 % en 2018), une proportion identique à celle de 1990 (95,9 %). La répartition détaillée en 2018 est la suivante : 
forêts (50,2 %), milieux à végétation arbustive et/ou herbacée (44,5 %), zones agricoles hétérogènes (4,1 %), espaces ouverts, sans ou avec peu de végétation (1,2 %).
L'évolution de l’occupation des sols de la commune et de ses infrastructures peut être observée sur les différentes représentations cartographiques du territoire : la carte de Cassini (XVIIIe siècle), la carte d'état-major (1820-1866) et les cartes ou photos aériennes de l'IGN pour la période actuelle (1950 à aujourd'hui).

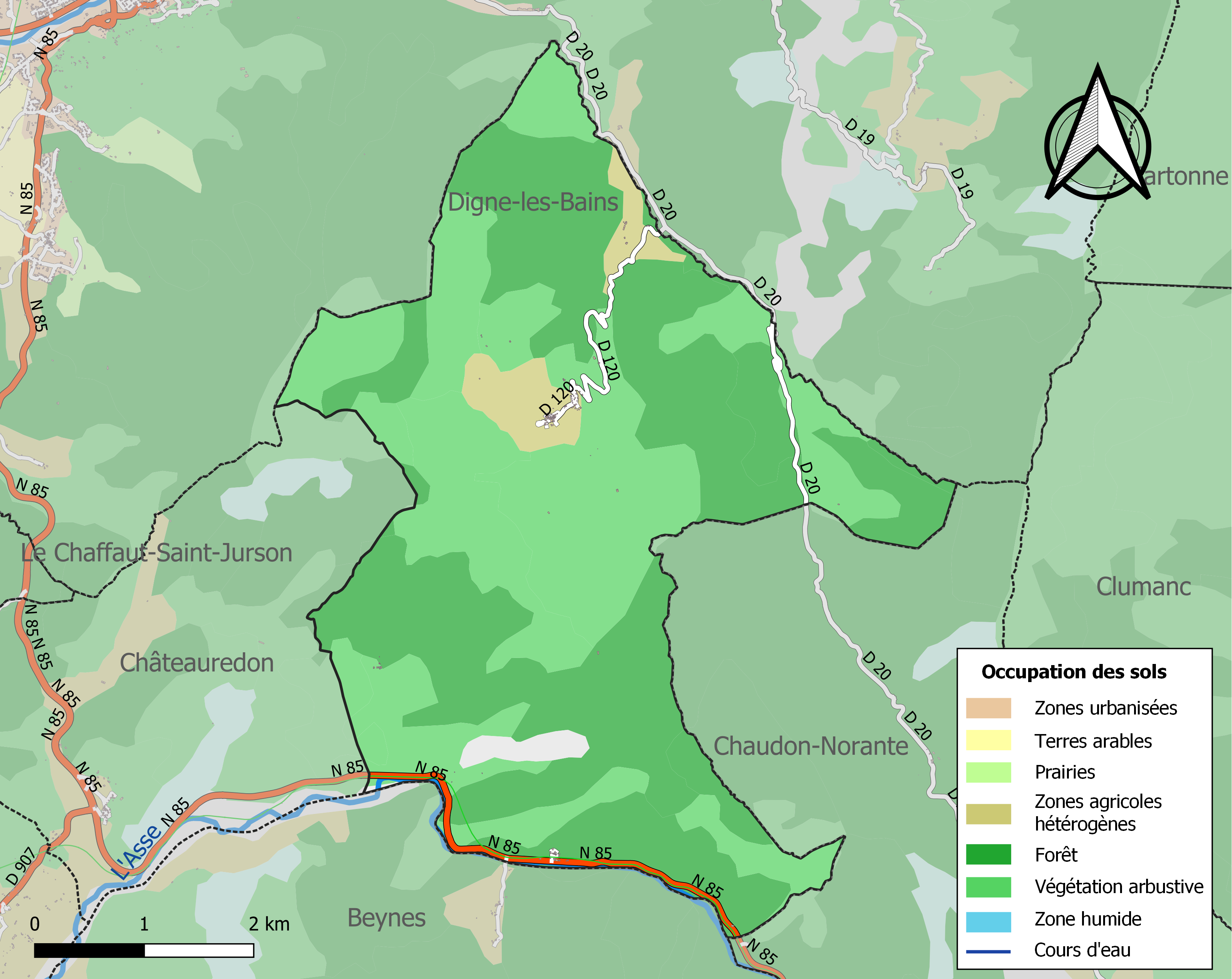
Carte de l'occupation des sols de la commune en 2018 (CLC).

## Histoire

### Antiquité
Dans l’Antiquité, les Bodiontiques (Bodiontici) peuplaient la vallée de la Bléone, et étaient donc le peuple gaulois qui vivait dans l’actuelle commune d’Entrages. Les Bodiontiques, qui sont vaincus par Auguste en même temps que les autres peuples présents sur le Trophée des Alpes (avant 14 av. J.-C.), sont rattachés à la province des Alpes-Maritimes lors de sa création.

### Moyen Âge
La localité apparaît pour la première fois dans les chartes au XIe siècle, sous la forme Tragilas, lorsque le prieuré Saint-Michel de Cousson est donné à l’abbaye Saint-Victor de Marseille. Son nom devient de Antragelis au début du XIVe siècle (1319). Le fief est morcelé entre plusieurs familles nobleset l’église paroissiale, avec les revenus attachés, relevait du chapitre de Digne. La communauté relevait de la viguerie de Digne.
En 1309, Guillaume Malisanguinis fut coseigneur d'Entrages. En 1309, Guillaume de Roumoules est signalé comme seigneur de Roumoules, de Beaujeu, de Bédéjun, de Bras d'Asse, d'Entrages, de Majastres, de Vergons et d'Estoublon. Cette même année Rostaing de Roumoules (autres Roumoules) fut signalé comme seigneur d'Entrages, de Bédéjun et de Bras d'Asse et procureur de son père Guigues. Lors de la crise ouverte par la mort de la reine Jeanne Ire, Jean Isoard, seigneur de Courbons et Entrages, soutient Charles de Duras contre Louis Ier d'Anjou. Le ralliement des villes tout autour de ses fiefs, dont Digne, à la cause angevine, en 1386, entraîne son changement d’engagement, et il prête hommage au jeune duc d’Anjou, Louis II, en juillet 1386.

### Révolution française et Empire
Durant la Révolution, en juin 1790, cent soldats sont envoyés pour protéger le château, qui avait été fortement endommagé par les paysans du lieu, le seigneur s’étant rendu coupable d’abus les années précédentes. Le curé émigre ensuite. La commune compte une société patriotique, créée après la fin de 1792.
Lors des Cent-Jours, Napoléon est passé par Entrages en venant du col de Corobin, mais aujourd’hui la route Napoléon passe par la vallée de l’Asse, tout en restant sur la commune. La RN 85 passe actuellement par la clue de Chabrières.

### Époque contemporaine
Le coup d'État du 2 décembre 1851 commis par Louis-Napoléon Bonaparte contre la Deuxième République provoque un soulèvement armé dans les Basses-Alpes, en défense de la Constitution. Après l’échec de l’insurrection, une sévère répression s’abat sur ceux qui se sont levés pour défendre la République, dont un habitant d’Entrages.
Comme de nombreuses communes du département, Entrages se dote d’écoles bien avant les lois Jules Ferry : en 1863, elle en possède deux, installées au chef-lieu et au hameau de Chabrières, qui dispensent une instruction primaire aux garçons. Aucune instruction n’est donnée aux filles : ni la loi Falloux (1851), qui impose l’ouverture d’une école de filles aux communes de plus de 800 habitants, ni la première loi Duruy (1867), qui abaisse ce seuil à 500 habitants, ne concernent la commune, et ce n’est qu’avec les lois Ferry que les filles d’Allons sont régulièrement scolarisées.
Le tronçon de la ligne des chemins de fer de Provence, allant de Digne à Saint-André-les-Alpes est mis en service à partir du 15 mai 1892. Le tunnel de la Colle est achevé en 1903, et la totalité de la ligne entre Saint-André et Nice est inaugurée du 5 au 7 août 1911 en présence de Victor Augagneur, ministre des Travaux Publics.
Le 14 mars 1940, une annexe du camp d'internement des Mées est ouverte à Chabrières. Le 213e groupement de travailleurs étrangers (renuméroté 702e en novembre 1941) fournit de la main-d’œuvre aux Eaux et Forêts. Les 350 hommes construisent le camp du Couinier (parfois appelé « camp de Norante » car situé à la limite de cette commune). En septembre 1941, 28 juifs sont transférés dans ce camp, ce qui est considéré comme une sanction (le camp de Norante est considéré comme un camp disciplinaire). Les autorités estiment cependant que les prisonniers y jouissent d’une trop grande liberté, et prononcent la fermeture du camp et le transfert de ses prisonniers au centre de séjour surveillé de Sisteron (à la citadelle), au camp de Nexon (pour les 40 internés pour motifs politiques) et au camp de Fort Barraux (pour 145 d’entre eux).
Jusqu’au milieu du XXe siècle, la vigne était cultivée dans la commune, jusqu'à 1 000 m d'altitude. La production était vendue à Digne à 75 %. La clue de Chabrières produisait un vin blanc pétillant jouissant d'une bonne réputation localement,.

## Héraldique
| Blason de Entrages | Blason  | De sinople à une rivière d’argent en fasce, accompagnée de quatre fleurs de lys du même,. |
| Blason de Entrages | Détails | Le statut officiel du blason reste à déterminer.                                          |

## Économie

### Aperçu général
En 2009, la population active s’élevait à 66 personnes, dont 4 chômeurs (chiffre en baisse fin 2011). Ces travailleurs sont majoritairement salariés (49 sur 62) et travaillent majoritairement hors de la commune (51 actifs sur 62).

### Agriculture
Fin 2010, le secteur primaire (agriculture, sylviculture, pêche) comptait trois établissements actifs au sens de l’Insee (exploitants non-professionnels inclus) et aucun emploi salarié.
Le nombre d’exploitations professionnelles, selon l’enquête Agreste du ministère de l’Agriculture, est très faible en 2010 et couvert par le secret statistique. Il était de trois en 2000, de six en 1988. Actuellement[Quand ?], ces exploitants sont essentiellement tournés vers l’élevage ovin. De 1988 à 2000, la surface agricole utile (SAU) a augmenté malgré la baisse du nombre d’exploitations, de 494 ha à 502 ha.

### Industrie
Fin 2010, le secteur secondaire (industrie et construction) comptait un seul établissement, n’employant aucun salarié.

### Activités de service
Fin 2010, le secteur tertiaire (commerces, services) comptait huit établissements (avec le seul emploi salarié de la commune), auxquels s’ajoutent les trois établissements du secteur administratif (regroupé avec le secteur sanitaire et social et l’enseignement).
D'après l’Observatoire départemental du tourisme, la fonction touristique est assez importante pour la commune, avec plus entre un et cinq touristes accueillis par habitant, malgré une faible capacité d'hébergement. Plusieurs structures d’hébergement à finalité touristique existent dans la commune :
- un hôtel en 2008[56] (classé deux étoiles[57]), avec 10 chambres[58] ;
- plusieurs meublés[59].

Les résidences secondaires apportent un complément à la capacité d’accueil : au nombre de 37, elles représentent 40 % des logements. Parmi les résidences secondaires, 12 (soit le tiers) possèdent plus d’un logement,.

## Politique et administration

### Municipalité
| Période                                  | Période                       | Identité           | Étiquette | Qualité   |
| ---------------------------------------- | ----------------------------- | ------------------ | --------- | --------- |
| mai 1945                                 |                               | Marcel Mayenc      |           |           |
|                                          |                               |                    |           |           |
| avant 2005                               | En cours (au 21 octobre 2014) | Marie-José Magaud, | DVD       | Retraitée |
| Les données manquantes sont à compléter. |                               |                    |           |           |

### Intercommunalité
Entrages fait partie :
- de 2002 à 2013, de la communauté de communes des Trois Vallées ;
- de 2013 à 2017, de la communauté de communes Asse Bléone Verdon ;
- à partir du 1er janvier 2017, de la communauté d'agglomération Provence-Alpes.

## Démographie
L'évolution du nombre d'habitants est connue à travers les recensements de la population effectués dans la commune depuis 1765. Pour les communes de moins de 10 000 habitants, une enquête de recensement portant sur toute la population est réalisée tous les cinq ans, les populations de référence des années intermédiaires étant quant à elles estimées par interpolation ou extrapolation. Pour la commune, le premier recensement exhaustif entrant dans le cadre du nouveau dispositif a été réalisé en 2007.

En 2022, la commune comptait 100 habitants, en évolution de −5,66 % par rapport à 2016 (Alpes-de-Haute-Provence : +2,84 %, France hors Mayotte : +2,11 %).
| 1765 | 1793 | 1800 | 1806 | 1821 | 1831 | 1836 | 1841 | 1846 |
| ---- | ---- | ---- | ---- | ---- | ---- | ---- | ---- | ---- |
| 321  | 330  | 300  | 310  | 277  | 298  | 296  | 317  | 298  |

| 1851 | 1856 | 1861 | 1866 | 1872 | 1876 | 1881 | 1886 | 1891 |
| ---- | ---- | ---- | ---- | ---- | ---- | ---- | ---- | ---- |
| 306  | 274  | 270  | 269  | 256  | 255  | 259  | 212  | 480  |

| 1896 | 1901 | 1906 | 1911 | 1921 | 1926 | 1931 | 1936 | 1946 |
| ---- | ---- | ---- | ---- | ---- | ---- | ---- | ---- | ---- |
| 201  | 198  | 166  | 165  | 104  | 98   | 101  | 82   | 89   |

| 1954 | 1962 | 1968 | 1975 | 1982 | 1990 | 1999 | 2006 | 2007 |
| ---- | ---- | ---- | ---- | ---- | ---- | ---- | ---- | ---- |
| 90   | 71   | 75   | 68   | 65   | 92   | 85   | 111  | 115  |

| 2012 | 2017 | 2022 | - | - | - | - | - | - |
| ---- | ---- | ---- | - | - | - | - | - | - |
| 114  | 104  | 100  | - | - | - | - | - | - |

| 1315    | 1471   |
| ------- | ------ |
| 36 feux | 6 feux |

L’histoire démographique d’Entrages, après la saignée des XIVe et XVe siècles et le long mouvement de croissance jusqu’au début du XIXe siècle, est marquée par une période d’« étale » où la population reste relativement stable à un niveau élevé. Cette période dure jusqu’en 1851. L’exode rural provoque ensuite un mouvement de recul démographique de longue durée. En 1911, la commune a perdu plus de la moitié de sa population par rapport au maximum historique de 1841. Le mouvement de baisse se poursuit jusqu’aux années 1980. Depuis, la population a doublé.
Le bond que fait la population en 1891 est dû à la construction de la ligne de chemin de fer de Nice à Digne, avec creusement d'un tunnel dans la clue de Chabrières.

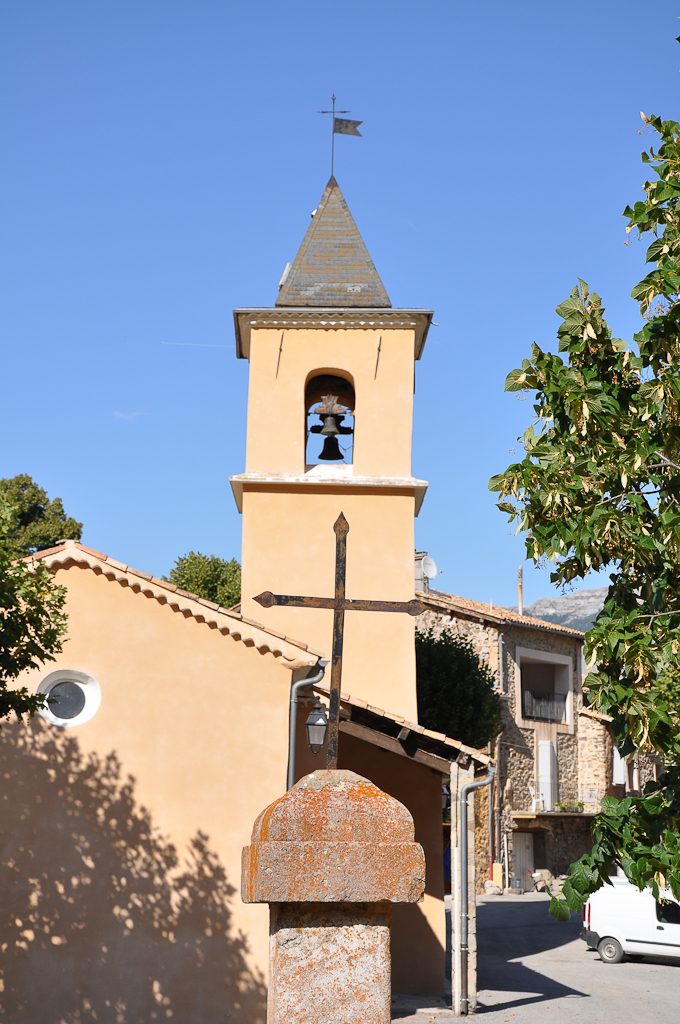
Église Saint-Pons d'Entrages.

## Lieux et monuments
Le bâtiment appelé « château » est une résidence campagnarde, construit en 1782, au milieu du village. Il est ensuite occupé par la mairie .
L’église paroissiale, placée sous le vocable de Saint-Pons  et sous le patronage de saint Julien, aurait été construite en 1619 (sans certitude ), et entièrement restaurée en 1850, dans le même style classique. Elle possède deux travées ; le chœur est à trois pans à l’intérieur, qui se prolongent en trois compartiments dans la voûte. Le clocher est construit contre le chœur . Sa cloche, qui vient de la chapelle du Barry, date du début du XVIIe siècle (classée).
La chapelle Notre-Dame-du-Barry (à l’origine Notre-Dame-de-Consolation), sur la colline d’Entrages, est en ruines. La chapelle Saint-Joseph de Chabrières, hameau situé dans une vallée éloignée, existe depuis le XVIIe siècle. La chapelle Saint-Pierre, aux Courties, vient d’être restaurée. Mal datée, elle a plusieurs siècles d’existence.

## Personnalités liées à la commune
- Joseph Chandre (1875-1954), né à Entrages, anarcho-syndicaliste de La Seyne-sur-Mer